# Anatolij Drabowski
Anatolij Hryhorowicz Drabowski (ukr. Анатолій Григорович Драбовський, ur. 1 sierpnia 1958 w Winnicy) – ukraiński naukowiec i nauczyciel, poseł do Rady Najwyższej Ukrainy IX kadencji.

## Życiorys
Anatolij Drabowski urodził się 1 sierpnia 1958 roku w Winnicy. Jest absolwentem Kijowskiego Narodowego Uniwersytetu Handlu i Ekonomii ze specjalnością ekonomiki handlu oraz doktorem nauk ekonomicznych.
W 1998 roku rozpoczął pracę na stanowisku zastępcy dyrektora Winnickiego Kooperatywnego Instytutu, a po ośmiu miesiącach został jej kierownikiem. W 2009 roku został wybrany wiceprezesem Obwodowej Federacji Podnoszenia Ciężarów w Winnicy.
W 2016 roku nawiązał współpracę międzynarodową z Wyższą Szkołą Ekonomii, Prawa i Nauk Medycznych w Kielcach, dzięki czemu wprowadzono program podwójnego dyplomu.
W latach 2002 i 2010 bezskutecznie kandydował do Rady Miejskiej Winnicy odpowiednio IV i VI kadencji.
W wyborach parlamentarnych w lipcu 2019 roku Paszkowski został wybrany na posła do Rady Najwyższej Ukrainy w jednomandatowym okręgu wyborczym nr 12 w Winnicy i rejonie winnickim z ramienia partii Sługa Ludu, która objęła władzę. Jako parlamentarzysta został członkiem komisji budżetowej Rady Najwyższej.

## Odznaczenia
- Zasłużony pracownik oświatowy Ukrainy (30 listopada 2009)[4]